# Mardaman
Mardaman va ser una regió de Mesopotàmia al nord-est de Simurrum que apareix sotmesa a Sargon I, i que després es va revoltar contra Naram-Sin d'Accàdia al començament del seu regnat, l'any 2260 aC.
Un poema accadi del segon mil·lenni explica que diferents ciutats de Mesopotàmia es van sublevar contra Naram-Sin. Les ciutats eren Kix, Kutha, Kazallu, Marad, Umma, Nippur, Uruk, Sippar, els països de Magan, els regnes elamites (Warakshe -que les inscripcions anomenen Parahsum), Awan, Anshan, Xeriku (anomenat Sirihum), Mardaman i segurament també Zakhara (potser Apirak), el país de Simurrum, Namar, Apišal i Mari. Encara que el relat diu que totes les revoltes van ser simultànies és possible que no ho fossin, i que hi haguessin participat altres estats en el transcurs dels anys. Però Naram-Sin les va derrotar totes i va conservar l'imperi unit.